# 世界気候計画
世界気候計画（せかいきこうけいかく, World Climate Programme, WCP）とは、世界気象機関(WMO)が中心となって、気候変動に関係する学術研究や調査を推進するために立案・実施されている国際的な計画。
1979年2月の世界気候会議により大枠が決定し、同年5月のWMO総会決議での承認などを経て、実効性のある計画となった。
WMOのほか、国連環境計画(UNEP)、国際連合教育科学文化機関(UNESCO)、国際科学会議(ICSU)が主体となって立案・実施された。

## 計画の内容
世界気候計画（WCP）は世界気象機関（WMO）の活動の一つで、以下の4つの副計画からなる。

### 世界気候資料計画
World Climate Data and Monitoring Programme, WCDMP
気候に関するデータベースの作成や、それを用いた研究成果の提供を行う計画であり、他の3つの計画を全体的にカバーする位置づけにある。
- 気候変動検出(Climate Change Detection, CCD)プロジェクト
- 気候システム監視(Climate System Monitoring, CSM)プロジェクト
- 気候計算システム(Climate Computing, CLICOM)プロジェクト
- 気候データ情報参照サービス(Catalogue of Climate Data Sets, INFOCLIMA)プロジェクト
- 気候データベース開発プロジェクト
- データ・レスキュー(Data Rescue, DARE)・プロジェクト
- 気候史アーカイブ調査(Archival Climate History Survey, ARCHISS)プロジェクト
- 将来の気候データベース管理システム(Future Climate Database Management Systems, CDMSs)

### 世界気候利用・サービス計画
World Climate Applications and Services Programme, WCASP
世界気候利用計画(World Climate Application Program, WCAP)から発展・名称変更。気候や気候変動に関する科学的情報を提供することによって、持続可能な社会に向けた活動を支援する計画。

### 世界気候影響評価・対応戦略計画
World Climate Impact Assessment and Response Strategies Program, WCIRP
WMO、UNEP、国際連合食糧農業機関(FAO)、気候変動に関する政府間パネル(IPCC)、気候変動枠組条約(UNFCCC)事務局が後援・運営している、気候変動により発生する影響の評価や評価方法の検証、それに対する政策の検討、温室効果ガスの排出源や吸収源の目録作成支援、気候変動に関する政府・一般市民への情報提供強化などを行う計画である。世界気候影響調査計画(World Climate Influence Investigation Program, WCIP)から発展し名称変更。

### 世界気候研究計画
WMO、ICSU、UNESCOの政府間海洋学委員会(IOC)が後援（資金・人員などを提供）している。大気、海洋、陸上、雪氷などの気候系の各要素の研究、それらの相互関係の研究を通して、気候のプロセスやシステムを解明し、気候変動への人為的関与の詳細を明らかにし、影響予測を行う計画である。
- 全球エネルギー・水循環研究計画(Global Energy and Water Cycle Experiment, GEWEX) - 気候系における放射、水循環、雲の研究や、それに関連するエネルギー過程の研究。[2]
- 気候変動性・予測可能性研究計画(International Research Programme on Climate Variability and Predictability, CLIVAR) - 1995年開始。気候の時間的・空間的な変動、特に人為的要因によるものの研究と、その予測の可能性を探る研究。[3]
- 熱帯海洋・地球大気研究計画(Tropical Ocean Global Atmosphere Programme, TOGA)
- 成層圏過程・気候影響研究計画(Stratospheric Processes and their Role in the Climate, SPARC)
- 気候・雪氷圏研究計画(Climate and Cryosphere, CliC)
- 海洋表層-大気下層相互作用研究計画(Surface Ocean-Lower Atmosphere Study, SOLAS)